# Reuters Messaging
Reuters Messaging (RM) é uma ferramenta de mensagens instantâneas e serviços de colaboração em tempo real, concebido para profissionais da área financeira. Foi lançado pela Reuters em novembro de 2002. Em 17 de abril de 2008, a Thomson Corporation e a Reuters Group PLC fundiram-se para formar a Thomson Reuters. A versão mais recente do RM é a 8.4 SP2.